# Битва у станции Бренди
Битва за станцию Бренди (англ. Battle of Brandy Station, или англ. Battle of Fleetwood Hill) — крупнейшее кавалерийское сражение Гражданской войны в США, а также крупнейшее кавалерийское сражение на американском континенте. Произошло 9 июня 1863 года в самом начале Геттисбергской кампании между федеральной кавалерией под командованием Альфреда Плезантона и кавалерией Конфедерации под командованием Джеба Стюарта.
Плезантону удалось неожиданно атаковать кавалерию Стюарта около станции Бренди в штате Вирджиния. Сражение длилось 10 часов с переменным успехом, в итоге федералы отступили, причём им не удалось обнаружить лагерь армии генерала Ли возле Калпепера. Однако, именно с этого дня федеральная кавалерия начала оказывать какое-то влияние на ход войны и для кавалерии Юга завершился период абсолютной безнаказанности.

## Предыстория
Северовирджинская армия вступила в округ Калпепер сразу после сражения при Чанселорсвилле в мае 1863 года. Генерал Ли сконцентрировал армию возле города Калпепер и начал подготовку ко вторжению в Пеннсильванию. Проблемы снабжения росли с каждым днем и Ли был вынужден вторгнуться на север, чтобы захватить лошадей, снаряжение и продовольствие для своей армии. Одновременно армия могла угрожать Филадельфии и Вашингтону, способствуя росту антивоенных настроений на севере. 5 июня два пехотных корпуса (Лонгстрита и Юэлла) разместились в Калпепере и окрестностях. В шести милях к северу на берегу реки Раппаханок встала лагерем кавалерия Стюарта, прикрывая Калпепер от внезапных атак и кавалерийских разъездов противника.
Южная кавалерия разместилась в основном возле станции Бренди. Стюарт решил устроить большой военный смотр своей кавалерии. Этот смотр состоялся 5 июня, в нём участвовали 9000 всадников и 4 батареи конной артиллерии. Они изобразили атаку на Инлет-Стейшн, расположенную в 3 километрах юго-западнее станции Бренди (поле, где проходил смотр, сохранилось до настоящего времени в нетронутом виде).
Генерал Ли не смог присутствовать на смотре, поэтому смотр был повторен в его присутствии 8 июня в виде обычного парада без имитаций сражения. Ли распорядился провести на следующий день реальный боевой рейд в сторону позиций противника и, ввиду этого рейда, Стюарт отправил людей на отдых в лагерь возле станции Бренди.

## Силы сторон и план Плезантона

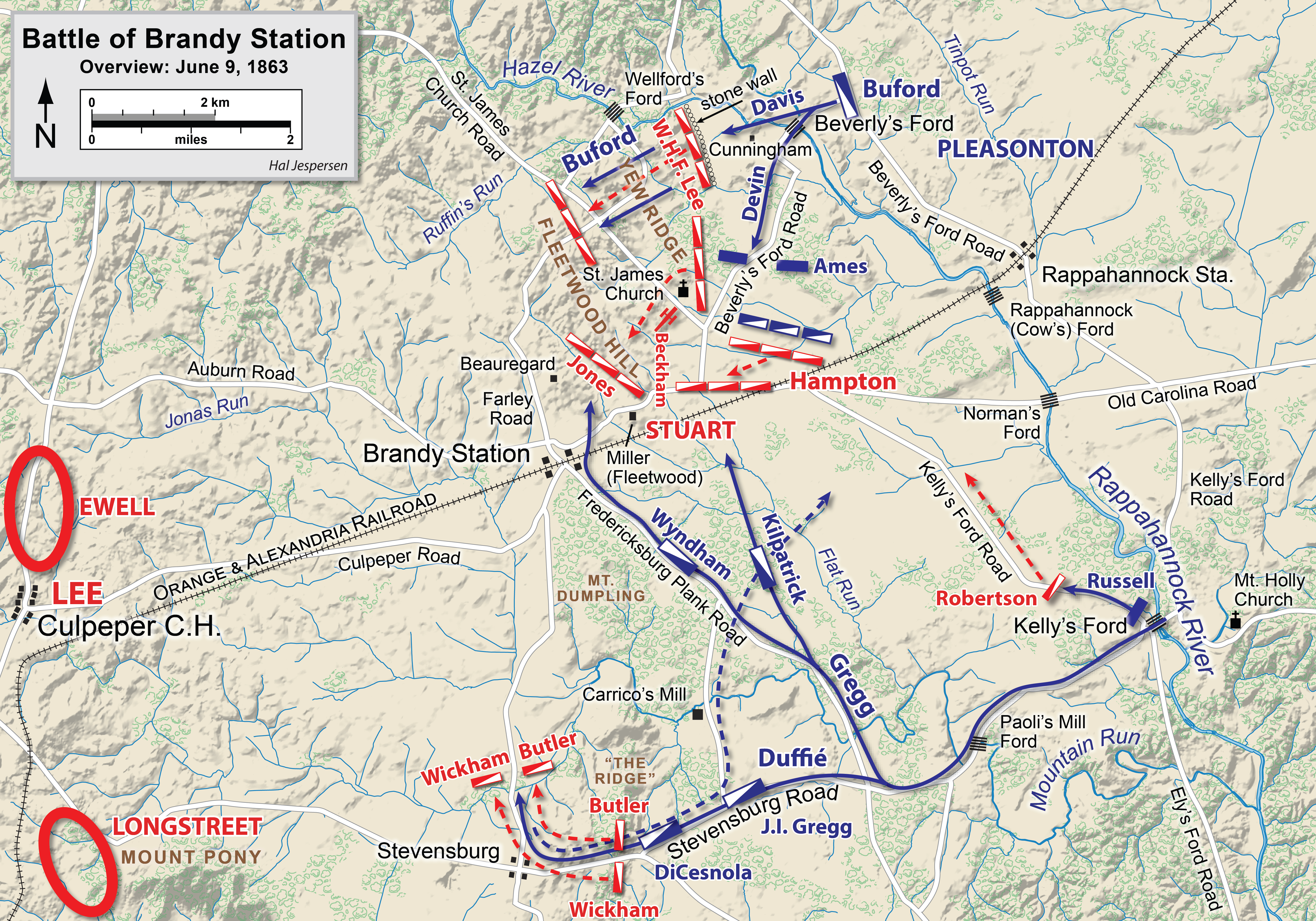
Расстановка сил

На станции Бренди Стюарт имел примерно 9500 человек в пяти кавбригадах: 1. бригада Уэйда Хэмптона, 2. Руни Ли 3. бригада Беверли Робертсона, 4. бригада Уильяма Джонса 5. бригада Томаса Манфорда (который замещал генерала Фицхью Ли, временно страдающего от ревматизма). Кроме того, при Стюарте находились шесть батарей конной артиллерии под командованием майора Роберта Бэкхэма.
Никто в лагере не знал, что в это время 11 000 северян собрались на северном берегу реки Раппаханок. Кавкорпусом Потомакской армии командовал генерал-майор Альфред Плезантон, он свел свои силы в два крыла, поручив одно из них генералу Джону Бьюфорду, а другое — генералу Дэвиду Греггу. Этим силам была придана пехотная бригада из V корпуса.
Крыло Бьюфорда включало его собственный 1-й кавдивизион, резервную бригаду под командованием майора Чарльза Уайтинга и пехотную бригаду Эдельберта Эймса (3000 человек). Крыло Грегга состояло из 2-го кавдивизиона (полк. Альфред Даффи), 3-го кавдивизиона под началом Грегга лично, и пехотной бригады Дэвида Рассела. Командир Потомакской армии, Джозеф Хукер, узнал про смотр южной кавалерии и принял его за подготовку к набегу на коммуникации его армии. Он сразу приказал Плезантону совершить контрнабег, чтобы «рассеять и уничтожить» противника.
План Плезантона подразумевал двойной удар по противнику. Крыло Бьюфорда должно было переправиться через реку по броду Беверли, в 3 километрах северо-восточнее станции Брэнди. Одновременно Грегг должен перейти брод Келли в 10 километрах ниже по течению и выйти к станции с юга. Плезантон предполагал, что южная кавалерия попадет в двойное окружение и будет разбита превосходящими силами. Однако, не имея достаточной разведывательной информации, он плохо представлял себе положение и силы противника и сделал неверное предположение, что федеральные силы существенно превышают по численности кавалерию Стюарта.

## Сражение

Битва у станции Бренди, первая фаза боя

9 июня в 04:30 колонна Бьюфорда в густом тумане перешла реку Раппаханок и отбросила пикеты конфедератов от брода Беверли. Это стало первой неожиданностью для южан в тот день. Бригада Джонса, разбуженная стрельбой, бросилась в бой фактически неодетой и на неоседланных лошадях. Они ударили по головной бригаде (полк-ка Бенжамина Дэвиса) как раз на Беверли-Форд-Роуд и на некоторое время остановили их наступление, причём в бою был убит сам полковник Дэвис. Федеральная бригада была остановлена как раз перед позициями конной артиллерии, которая чуть было не попала в плен. Артиллеристы успели выкатить на позицию два орудия и открыли огонь по кавалеристам Бьюфорда, позволив отвести остальные орудия к своим основным силам. Артиллерия заняла два холма справа и слева от Беверли-Форд-Роуд, люди Джонса собрались слева от батарей, а бригада Хэмптона построилась справа.
6-й пенсильванский кавалерийский полк бросился в атаку на батарею у церкви Сент-Джеймс, и в этой неудачной атаке понес колоссальные потери — самые высокие в том бою. Некоторые южане потом описывали атаку 6-го полка как самую «блестящую и славную» атаку той войны. (В сражениях гражданской войны кавалерия обычно спешивалась и сражалась в пешем строю, но у станции Бренди из-за неожиданности и хаоса кавалеристы так и остались в седле.) Бьюфорд попытался напасть на левый фланг противника и уничтожить артиллерию, которая перекрывала прямой путь на станцию Бренди. Однако, на его пути оказалась бригада Руни Ли, часть которой спешилась и заняла позиции за каменной стеной. Понеся тяжелые потери, федералам удалось отбить каменную стену. Южане начали отступать и неожиданно встретились лицом к лицу с целым кавалерийским дивизионом северян — 2800 человек — идущим на них прямо с тыла. Это был дивизион Грегга, для которого эта встреча тоже стала неожиданностью.
Первоначально Грегг намеревался перейти брод Келли на рассвете, одновременно с переправой Бьюфорда у Беверли. Но его задержало исчезновение дивизиона Даффи, который сбился с дороги. В итоге Грегг потерял два часа. Когда же он двинулся по дороге на станцию Бренди, то обнаружил, что дорога перекрыта бригадой Робертсона. Грегг нашёл другую, совершенно неохраняемую дорогу, двинулся по ней, и его головная бригада (полковника Перси Виндхама) в 11:00 вышла к станции Бренди. Он оказался совсем недалеко от того места, где уже шло сражение, но между ним и полем боя находился хребет Флитвуд, штаб-квартира Стюарта прошлой ночью. Стюарт и его штаб в это время отправились к месту боевых действий, оставив на хребте только 6-фунтовую гаубицу без боеприпасов. Адъютант Стюарта, майор Генри МакКлелан, вызвал лейтенанта Джона Картера с артиллеристами и велел ему занять вершину хребта. Имея при себе несколько снарядов, Картер должен был задержать федералов, пока Стюарт не пришлет на хребет какие-нибудь силы. И Картеру это почти удалось: несколько точных выстрелов заставили остановиться людей Виндхама.
Северяне выслали вперед стрелков, чтобы те заставили орудие замолчать, после чего бригада бросилась на штурм, поднялась по западному склону холма и почти поднялась на вершину, когда вдруг натолкнулись на отступающие части бригады Джонса, бегущие на них прямо с вершины.
В это время вторая бригада Грегга, под командованием Джудсона Килпатрика, двигалась несколько восточнее и атаковала юго-восточный склон холма Флитвуд. Тут они обнаружили бригаду Хэмптона. Последовал хаотичный бой, и холм несколько раз переходил из рук в руки. В результате конфедераты очистили холм от противника и захватили три орудия.
Небольшой дивизион полковника Даффи (1200 чел.) был задержан двумя полками противника возле Стивенсберга и в итоге прибыл на поле боя слишком поздно.
Между тем Руни Ли тоже отступил на холм Флитвуд, где продолжал сдерживать натиск Бьюфорда. На закате, усиленный бригадой Фицхью Ли, он предпринял контратаку на позиции Бьюфорда, и в это самое время Плезантон отдал приказ об общем отступлении и десятичасовое сражение завершилось.

## Последствия
В бою федеральная кавалерия потеряла 907 человек (69 убито, 352 ранено, 486 пропало без вести, в основном захвачено в плен.); южане потеряли в целом 523 человека.
Всего в бою было задействовано около 20 500 человек. В числе потерь был сын генерала Роберта Ли, Уильям Генри Ли (известный как Руни Ли), который был серьёзно ранен в бедро. Его отправили в Хикори-Хилл около Гановер-Кортхаус, где 26 июня он попал в руки северян и провел 8 месяцев в плену.
Стюарт утверждал, что сражение завершилось победой Конфедерации, поскольку он удержал поле боя и отбил атаку Плезантона. Однако общественное мнение Юга восприняло известие об этом бое крайне негативно. Так же негативно восприняли действия своей кавалерии и северяне. Подчиненные осуждали Плезантона за то, что он недостаточно активно действовал против Стюарта. Хукер приказал ему «рассеять и уничтожить» кавалерию противника возле Калпепера, однако, Плезантон утверждал, что ему было приказано провести «разведку боем в направлении Калпепера».
Джон Мосби писал: «Плезантон повторил манёвр австрийцев при Риволи, сформировав две боевые линии, а Стюарт сделал то же, что и Наполеон, когда был атакован с фронта и фланга и почти окружен — ударил и разбил атакующих до того, как они объединились».
Впервые за всю войну федеральная кавалерия сравнялась с кавалеристами-южанами по способностям. Стюарт перенес некоторое унижение, попав под две неожиданные атаки, хотя кавалерия как раз и существует для того, чтобы предотвращать такие атаки. Здесь он совершил свою первую ошибку, позже, в Геттисбергскую кампанию, совершит вторую.

## Реакция в России
Изучение американского опыта вообще и анализ сражения у станции Бренди в частности привел в России к неоднозначной «драгунской реформе» 1882 года. А.Керсновский писал:

Станция Бренди заслонила и Шенграбен, и Фер-Шампенуаз, и даже знаменитый налет Струкова — налет, перед которым бледнеют все операции Стюарта и Шеридана. Этот психоз «рейдов» на американский образец, пересаженных на русскую почву, печально сказался затем при Инкоу. Мода на американских ковбоев привела к упразднению пики, оставленной лишь в казачьих частях.